# Ova Malmquist
Hans Olof (Ova) Malmquist, född 26 oktober 1913 i Huddinge, död 17 augusti 1994 i Kungsör, var en svensk skulptör och slöjdlärare.
Han var son till professor Axel Johannes Malmquist och Elsa Melander och från 1939 gift med Inga Cecilia Stjärnström. Han utbildade sig till möbelsnickare genom att arbeta som lärling hos Carl Malmsten därefter studerade han till slöjdlärare vid slöjdlärarseminariet. Malmquist var som konstnär autodidakt. Separat ställde han ut i Köping och tillsammans med sin mor ställde han ut på Umeå museum 1945. Han medverkade i ett stort antal samlingsutställningar bland annat på Realités Nouvelles i Paris och med olika konstföreningar i Sverige. Han började skulptera 1938 och utförde under de första åren stiliserade porträtthuvuden och ibland med specifikt norrländska personer, under andra världskrigets flyktingstorm kom han att använda flyktingar som modeller. Många av hans porträttskulpturer är utförda i en stengöt. Efter kriget började han arbeta med nonfigurativa skulpturer där han ibland använde plast, järn och stålsmide som bas. Malmquist är representerad vid Umeå länsmuseum och med ett porträtt av Ernst Wigforss vid Vilhelmina Folkets hus samt med en smidesskulptur vid Scheeleskolan i Köping och vid Ricklundagårdens konstsamling.